# Hoplitis producta
Hoplitis producta là một loài Hymenoptera trong họ Megachilidae. Loài này được Cresson mô tả khoa học năm 1864.